# Cross Comix Festival
Cross Comix Festival is een stripfestival dat sinds 2016 jaarlijks georganiseerd wordt in Rotterdam. De organisatie streeft er met het festival naar verbanden tussen strips en andere disciplines bloot te leggen. Het gaat dan bijvoorbeeld over muziek, wetenschap, fotografie, journalistiek en architectuur.

## Edities
Hieronder volgt een overzicht van de afgelopen edities van Cross Comix Festival.
| Jaar | Thema                              | Lokatie                                                | Datum                          | Ontwerper campagnebeeld |
| ---- | ---------------------------------- | ------------------------------------------------------ | ------------------------------ | ----------------------- |
| 2016 |                                    | Rotterdamse Schouwburg                                 | 8 oktober                      |                         |
| 2017 | De Grote Oversteek                 | Rotterdamse Schouwburg                                 | 18 tot 21 oktober              |                         |
| 2018 | De Naakte Waarheid                 | Rotterdamse Schouwburg                                 | 18 november                    |                         |
| 2019 |                                    |                                                        | 13 tot 17 november             |                         |
| 2020 | Geen festival (Coronapandemie)     | Geen festival (Coronapandemie)                         | Geen festival (Coronapandemie) |                         |
| 2021 |                                    | Blijdorp, met name in De Prinsekerk en het Vroesenpark | 24 tot 26 september            |                         |
| 2022 | Verhalen van de stad en daarbuiten | Theater Walhalla                                       | 23 en 24 september             | Bas de Ruiter           |
| 2023 | Verhalen in beweging               | Arminius                                               | 22 en 23 september             | Xaviera Altena          |
| 2024 | Verhalen zonder woorden            | Cinerama en WORM                                       | 20 en 21 september             | Erik Kriek              |
| 2025 |                                    | De Doelen                                              | 12 en 13 september             |                         |